# Albert Arenas
Albert Arenas, né le 11 décembre 1996 à Gérone est un pilote de vitesse moto espagnol.
Le 22 novembre 2020, Il termine 12e du Grand Prix du Portugal et s'adjuge le titre de champion du monde moto3.

## Biographie

### Les Débuts
Albert Arenas a fait ses débuts dans le championnat du monde de Moto3 lors de la dernière course de la saison 2014 alors qu'il était signé par Calvo Team pour remplacer Eric Granado, qui était blessé. En 2015, il est vice-champion Moto3 Junior derrière Nicolò Bulega.

## Statistiques de sa carrière

### Par saison
(Mise à jour après le  Grand Prix moto de la Communauté valencienne 2021)
| Sais  | Cat.  | Moto       | Course | Vict | Pod | Pole | M.tour | Pts | Class | Titre |
| ----- | ----- | ---------- | ------ | ---- | --- | ---- | ------ | --- | ----- | ----- |
| 2014  | Moto3 | KTM        | 1      | 0    | 0   | 0    | 0      | 0   | NC    | -     |
| 2016  | Moto3 | Mahindra   | 12     | 0    | 0   | 0    | 0      | 2   | 35e   | -     |
| 2016  | Moto3 | Peugeot    | 12     | 0    | 0   | 0    | 0      | 2   | 35e   | -     |
| 2017  | Moto3 | Mahindra   | 12     | 0    | 0   | 0    | 0      | 14  | 26e   | -     |
| 2018  | Moto3 | KTM        | 17     | 2    | 2   | 0    | 0      | 107 | 9e    | -     |
| 2019  | Moto3 | KTM        | 17     | 1    | 1   | 0    | 0      | 108 | 11e   | -     |
| 2020  | Moto3 | KTM        | 15     | 3    | 5   | 0    | 1      | 174 | 1er   | -     |
| 2021  | Moto2 | Boscoscuro | 18     | 0    | 0   | 0    | 0      | 28  | 21e   | -     |
| Total |       |            | 92     | 6    | 10  | 0    | 1      | 433 |       | 0     |

### Par catégories
(Mise à jour après le  Grand Prix moto de la Communauté valencienne 2021)
| Catégorie | Saison         | 1er GP   | 1er Podium | 1er victoire | Course | Victoire | Podiums | Pole | M.Tour | Points | Titres |
| --------- | -------------- | -------- | ---------- | ------------ | ------ | -------- | ------- | ---- | ------ | ------ | ------ |
| Moto3     | 2014,2016-2020 | VAL 2014 | FRA 2018   | FRA 2018     | 74     | 6        | 10      | 0    | 1      | 405    | 0      |
| Moto2     | 2021-...       | QAT 2021 |            |              | 18     | 0        | 0       | 0    | 0      | 28     | 0      |
| Total     | 2014,2016-...  |          |            |              | 92     | 6        | 10      | 0    | 1      | 433    | 0      |

### Résultats détaillés
| Année | Catégorie | Moto       | 1       | 2       | 3       | 4       | 5       | 6       | 7       | 8       | 9       | 10      | 11      | 12      | 13      | 14     | 15      | 16      | 17      | 18     | 19      | classement final | Points |
| ----- | --------- | ---------- | ------- | ------- | ------- | ------- | ------- | ------- | ------- | ------- | ------- | ------- | ------- | ------- | ------- | ------ | ------- | ------- | ------- | ------ | ------- | ---------------- | ------ |
| 2014  | Moto3     | KTM        | QAT     | AME     | ARG     | SPA     | FRA     | ITA     | CAT     | NED     | GER     | IND     | CZE     | GBR     | RSM     | ARA    | JPN     | AUS     | MAL     | VAL 28 |         | NC               | 0      |
| 2016  | Moto3     | Mahindra   | QAT     | ARG     | AME     | SPA 18  | FRA     | ITA     | CAT Ab. | NED Ab. | GER     |         |         |         |         |        |         |         |         |        |         | 35e              | 2      |
| 2016  | Moto3     | Peugeot    |         |         |         |         |         |         |         |         |         | AUT 22  | CZE Ab. | GBR Ab. | RSM 19  | ARA 24 | JPN 14  | AUS 16  | MAL Ab. | VAL 24 |         | 35e              | 2      |
| 2017  | Moto3     | Mahindra   | QAT Ab. | ARG 25  | AME 21  | SPA 14  | FRA Ab. | ITA Ab. | CAT     | NED     | GER     | CZE 12  | AUT Ab. | GBR 27  | RSM 8   | ARA 27 | JPN DNS | AUS     | MAL     | VAL 23 |         | 26e              | 14     |
| 2018  | Moto3     | KTM        | QAT DNS | ARG Ab. | AME 15  | SPA Ab. | FRA 1   | ITA 14  | CAT Ab. | NED 14  | GER Ab. | CZE 9   | AUT 4   | GBR C   | RSM 6   | ARA 7  | THA Ab. | JPN Ab. | AUS 1   | MAL 4  | VAL Ab. | 9e               | 107    |
| 2019  | Moto3     | KTM        | QAT 6   | ARG     | AME     | SPA 5   | FRA 11  | ITA 12  | CAT Ab. | NED Ab. | GER 21  | CZE Ab. | AUT 11  | GBR Ab. | RSM Ab. | ARA 8  | THA 1   | JPN 2   | AUS 3   | MAL 12 | VAL 20  | 11e              | 108    |
| 2020  | Moto3     | KTM        | QAT 1   | SPA 1   | AND Ab. | CZE 2   | AUT 1   | STY 5   | RSM Ab. | EMR 4   | CAT Ab. | FRA 3   | ARA 7   | TER 4   | EUR DSQ | VAL 4  | POR 12  |         |         |        |         | 1er              | 174    |
| 2021  | Moto2     | Boscoscuro | QAT 21  | DOA 15  | POR 13  | SPA Ab. | FRA 14  | ITA Ab. | CAT 12  | GER 8   | NED 12  | STY 15  | AUT Ab. | GBR 19  | ARA Ab. | RSM 22 | AME Ab. | EMI 11  | ALR Ab. | VAL 22 |         | 21e              | 28     |

Système d’attribution des points
| Position | 1er | 2e | 3e | 4e | 5e | 6e | 7e | 8e | 9e | 10e | 11e | 12e | 13e | 14e | 15e |
| Points   | 25  | 20 | 16 | 13 | 11 | 10 | 9  | 8  | 7  | 6   | 5   | 4   | 3   | 2   | 1   |

| Couleur | Résultat                     |
| ------- | ---------------------------- |
| Or      | Vainqueur                    |
| Argent  | 2e place                     |
| Bronze  | 3e place                     |
| Vert    | Terminé, dans les points     |
| Bleu    | Terminé, pas dans les points |
| Violet  | Abandon (Ab.) ou (Ret)       |
| Violet  | Non classé (NC)              |
| Rouge   | Pas qualifié (DNQ)           |
| Noir    | Disqualifié (DSQ)            |
| Blanc   | Pas au départ (DNS)          |
| Blanc   | Forfait (WD)                 |
| Blanc   | N'a pas participé (DNP)      |
| Blanc   | Blessé (INJ)                 |
| Blanc   | Exclu (EX)                   |
| Blanc   | Course annulée (C)           |

## Palmarès

### Victoire en Moto3: 6
| Année | Lieu du Grand Prix           | Circuit                         | Ville                |
| ----- | ---------------------------- | ------------------------------- | -------------------- |
| 2018  | Grand Prix moto d'Italie     | Circuit du Mugello              | Florence             |
| 2018  | Grand Prix moto d'Australie  | Circuit de Phillip Island       | Phillip Island       |
| 2019  | Grand Prix moto de Thaïlande | Chang International Circuit     | Buriram              |
| 2020  | Grand Prix moto du Qatar     | Circuit international de Losail | Doha                 |
| 2020  | Grand Prix moto d'Espagne    | Circuit permanent de Jerez      | Jerez de la Frontera |
| 2020  | Grand Prix moto d'Autriche   | Circuit de Spielberg            | Spielberg            |